# Gephyrocharax valencia
Gephyrocharax valencia es una especie de peces de la familia Characidae en el orden de los Characiformes.

## Morfología
Los machos pueden llegar alcanzar los 4,1 cm de longitud total.

## Hábitat
Vive en zonas de clima tropical entre 23 °C - 28 °C de temperatura.

## Distribución geográfica
Se encuentran en Sudamérica:  cuenca del río Guárico y afluentes del lago Valencia (Venezuela ).